# Visual Marketing
Das Visual Marketing ist das Fachgebiet, welches das Verhältnis zwischen dem Objekt, seinem Kontext und seinem Bild untersucht. Es wird vorwiegend in den Sektoren Mode und Design verwendet und bildet eine interdisziplinäre Kontaktstelle zwischen Wirtschaft, den Gesetzen der visuellen Wahrnehmung und der kognitiven Psychologie.
Als grundlegendes Element des modernen Marketing stellt das Visual Marketing die Fähigkeit eines Objekts „Hauptdarsteller“ der visuellen Kommunikation zu sein in den Mittelpunkt der Untersuchung und der kritischen Analyse. Das Produkt und seine visuelle Kommunikation werden somit untrennbar miteinander verbunden und ihre Fusion ist die Komponente, die das Publikum erreicht und dessen Entscheidungen beeinflusst und bestimmt (in einem kommunikativen Mechanismus der Überzeugung). Visual Marketing wird oft mit dem Visual Merchandising verwechselt, das hingegen eine Abstufung desselben ist, da es bei diesem mehr um die Ladengestaltung und direkte Verkaufsförderung vor Ort geht.
Visual Marketing kann Teil jedes Aspekts von Kommunikation sein: Das Marketing beeinflusst das Verbraucherverhalten und das Visual Marketing unterstützt dies durch die Kraft der Bilder, die sich besser in der Erinnerung einprägen und von daher den Wiedererkennungswert eines Produkts stärken.

## Geschichte
Das Essay Notes on „Camp“ von Susan Sontag zählt zu den Ursprüngen dieser Vision des Objekts. Die Autorin machte bereits in den sechziger Jahren deutlich, dass das Objekt nicht als solches interessant ist, sondern in seiner Darstellung, da es sich um das Resultat einer Reihe von Überlegungen handelt, die die Geschichte des Objekts, seine Symbolik, sein Werden und die Erfüllung in den Augen des Betrachters berühren.
In seiner geschichtlichen Entwicklung hat das Visual Marketing die Maskierung des Objekts aufgezeigt, das sich von seinem Wesen als Produkt entfernt, um zum Hauptdarsteller der „Inszenierung“ zu werden. Das Objekt wird also in dem Augenblick, in dem es in das System Markt gelangt, zu etwas anderem als sich selbst. Paolo Schianchi, Architekt und Designer, unter den italienischen Theoretikern des Visual Marketing, sagt dazu:
“(...) Das Objekt ist: Real – also das, was wir sehen; anscheinend – die Materie, aus der es besteht; ideal – als archetypische Identität; Kommunikation – seine Beziehung mit dem Geschmack; Form und Funktion – das Behältnis und sein Inhalt; Emotion – die Geschichte, die heraufbeschwören kann; kritische Auseinandersetzung – die Sprache, die es benennt und somit enthüllt; industrielle Operation – wie es aktiv und produktiv gemacht wird; Bild – was und wie man es macht; anonym – seine einfache Existenz (...)”
Alle diese Komponenten, die einem Objekt angehören und dieses definieren – in Funktion des Zielmarkts und des Verbrauchers – sind Ansatzpunkte der Untersuchungen im Rahmen des Visual Marketing.
Umberto Galimberti, italienischer Philosoph und Psychoanalytiker, schreibt: „(...) Aber auch dort, wo es nicht an Geld mangelt, bezieht sich der nunmehr von der Mode definierte Wunsch nicht so sehr auf die Objekte als solche, sondern vielmehr auf das Mythos, das die Mode diesem verliehen hat und oft ist es nur dieses, welches konsumiert wird (...)“.  Wer sich mit Visual Marketing beschäftigt, gestaltet ebendiese Tätigkeit: vom Entwurf des Objekts bis zu dessen Inszenierung und kreiert dabei das Mythos, das dem Objekt innewohnt. Theorien des Visual Marketing wurden von dem US-Amerikaner Michel Wedel entwickelt.